# حبیب‌الله امین‌التجار
میرزا سید حبیب‌اللَّه امین‌التجار اصفهانی (زاده ۱۲۶۳- مرگ ۱۳۲۸ شمسی) بازرگان، ملاک ، رئیس اتاق بازرگانی تهران و نماینده اصفهان در مجلس شورای ملی بود.

## تولد
میرزا حبیب‌اللَّه امین التّجار ابن سیّدمحمّدعلی، از مشاهیر تجار و سیاست‌مداران عصر مشروطه و پهلوی در اصفهان است. در سال ۱۲۶۳شمسی متولّد شده و پس از پدر به تجارت پرداخت و از تجار معروف اصفهان شد.پدرش سیدمحمدعلی امین‌التجار از سادات خاتون‌آبادی و تجار معروف اصفهان بود. 

## سوابق سیاسی
او در جریان مبارزات مردم اصفهان به جنبش مشروطه‌خواهان اصفهان به رهبری نوراللّه نجفی اصفهانی پیوست و جزو انجمن سری آزادی‌خواهان شد. 
پس از روی کار آمدن نظام مشروطه، از حامیان مالی انجمن ولایتی اصفهان بود. در سال ۱۲۸۵ خورشیدی در نهضت تحریم کالاهای خارجی در اصفهان نقش فعال داشت. سپس عضو حزب دموکرات شد و در جریان جنگ جهانی اول  از اعضای مؤثّر «کمیته دفاع ملی» بود. او قصد داشت به دولتی بپیوندد که شخصیتهای ملی در دوران جنگ جهانی اول با حمایت آلمان و عثمانی در کرمانشاه برپا کردند اما در راه به اسارت نیروهای انگلیسی درآمد و مدتی زندانی بود.

## مجلس شورای ملی
پس از روی کار آمدن رضا شاه، امین‌التجار برای نخستین بار در سال ۱۳۰۵ به نمایندگی اصفهان در مجلس شورای ملی انتخاب شد.در دوره هشتم با رأی مجلس به عنوان ناظر بر ذخیره پولی و ضرب سکه و اسکناس تعیین شد (یازدهم اردیبهشت ۱۳۱۱).
امین التجار نماینده مردم اصفهان در مجلس شورای ملی (در ادوار چهارم، ششم، هفتم، هشتم، نهم و پانزدهم)بود. همچنین نماینده مردم اصفهان در مجلس مؤسسان نخست ایران (۱۳۰۴) و مجلس مؤسسان دوم ایران (۱۳۲۸)بود 

## دوره ریاستاتاق بازرگانی تهران
میرزا حبیب‌اللَّه امین التّجار از سال ۱۳۱۱ تا ۱۳۱۲ ریاست اتاق بازرگانی تهران را بر عهده داشت.  

## فعالیت اقتصادی
به دنبال کاهش صادرات تریاک ایران در اوائل سلطنت رضاشاه، چون دولت ایران که صادرات تریاک را به انحصار خود درآورده بود، به سبب وجهه بین‌المللی نمی‌توانست در بازاریابی جهانی این کالا و افزایش صادرات این کالا مستقیما عمل کند، رضا شاه امین‌التجار را احضار کرد و دستور داد دولت انحصار صدور تریاک را به او بدهد تا به بازاریابی و صدور تریاک بپردازد و در عوض، علاوه بر عوارض صدور، تا سه سال سالیانه پنجاه هزار لیره استرلینگ به دربار بپردازد.
در آخر اردیبهشت ۱۳۰۹ عبدالحسین تیمورتاش وزیر دربار نزد امین‌التجار رفت و گفت برای مصارف دربار نیاز ضروری به نه هزار لیره ارز پیدا کرده و از او خواست که این مبلغ را از حساب مبلغ سالیانه پنجاه هزار لیره دربار به او بپردازد، او نیز در مقابل نقشه خواهد کشید که امین‌التجار از پرداخت سالیانه پنجاه هزار لیره معاف شود. اما تیمورتاش موفق نشد چنین معافیتی برای امین‌التجار بگیرد و بعدا که تیمورتاش مغضوب شد، محمدحسین آیرم رئیس شهربانی وقت از همین موضوع برای تیمورتاش پرونده‌ای ساخت. 
آیرم امین‌التجار را مجبور کرد شهادت بدهد که تیمورتاش از او نه هزار لیره رشوه گرفته تا در عوض برای او عفو و تخفیف مجازات گرفته شود. بدین ترتیب در زمستان ۱۳۱۱ تیمورتاش بازداشت و محاکمه شد و در ۳۱ اردیبهشت ۱۳۱۲ علی‌اکبر داور وزیر عدلیه، سلب مصونیت امین‌التجار را به تصویب مجلس رساند و او نیز بازداشت و محاکمه شد. اما در مهر آن سال، صدرالاشراف وزیر دادگستری برایش درخواست عفو کرد و آزاد شد.

امین‌التجار پس از آزادی به خارج مهاجرت کرد و پس از شهریور ۱۳۲۰ و کناره‌گیری رضاشاه از سلطنت به ایران بازگشت.

## وفات
امین التّجار در ۲۴ ربیع الاوّل ۱۳۶۹ق (مطابق ۲۴ دی ۱۳۲۸ش) وفات یافته و در تکیه خانوادگی امین التّجار در تخت فولاد مدفون شد. 

## خانه امین التجار
خانه امین‌التجار که از آثار دوره صفوی است و از پدرش به او ارث رسیده بود، در ۲۸ آذر ۱۳۵۴ به عنوان اثر ملی به ثبت رسید. بسیاری از جلسات مشروطه‌خواهان اصفهان در این خانه برگزار می‌شد. بانو امین سیده نصرت‌بیگم امین معروف به بانوی مجتهده اصفهانی که خواهر امین‌التجار بود در این خانه به دنیا آمده‌است.